# Rap am Mittwoch
Rap am Mittwoch, oft abgekürzt als RAM, war ein dreiwöchentlich stattfindendes Cypher- und Rapbattle-Internetfernsehformat, das in verschiedenen  Städten audiovisuell aufgezeichnet wurde. Die Veranstaltung hatte durch ihre namhaften Teilnehmer und die regelmäßige Ausstrahlungen über YouTube nationale Bekanntheit erlangt und war Deutschlands größte Live-Battle-Rapliga.

## Geschichte
Auf Initiative des damaligen Rap-am-Mittwoch-Moderators Jonni Kalmanovich aka Ben Salomo, entwickelte sich die Cypher in den Jahren 1999 und 2000 in einem Kellerraum der Berliner ufaFabrik. Der Name Rap am Mittwoch entstand in Anlehnung an die Kindersendung Spaß am Dienstag und da die ufaFabrik lediglich am Mittwoch einen freien Raum hatte. Um die Jahrtausendwende lag der Fokus des Events auf Open Mic Sessions, an denen heutige Rapgrößen wie Sido, B-Tight, die Bassboxxx Rapper Frauenarzt, MC Basstard, Mach One, Marvin Game, MC Bogy, Vokalmatador, Tony D und King Orgasmus One oder Sera Finale sowie die Rapper und Schauspieler Damion Davis und Mike Adler teilnahmen und dort ihre ersten Live-Erfahrungen sammelten. Damit galt Rap am Mittwoch ähnlich wie der Royal Bunker als ein Urgestein der Berliner Rap-Szene und trug maßgeblich zur Bildung der Berliner Hip-Hop-Community bei. Da die ufaFabrik die größer werdenden Besucherzahlen nicht bewältigen konnte und kein alternativer Veranstaltungsort gefunden wurde, fand im Jahr 2000 die vorläufig letzte Rap-am-Mittwoch-Veranstaltung statt.
Am 5. Mai 2010 wurde die Neuauflage von Rap am Mittwoch zum ersten Mal, nach zehnjähriger Unterbrechung, wiederaufgenommen. Seitdem fand das Event jeden 1. und 3. Mittwoch im Monat im Calabash-Club in Berlin-Mitte statt. Ab der 3. Staffel, die am 19. September 2012 startete, ist die Veranstaltung jedoch ins Bi Nuu umgelegt worden und fand nun dort statt. Die selbstbezeichnete realste Cypher Deutschlands befand sich in der 8 Saison. In der ersten Saison konnte sich der Berliner Rapper Tierstar die meisten King Titel sichern. Zum Ende der ersten Saison war Rap am Mittwoch mit einer Sonderveranstaltung Teil von Europas größter Jugendmesse YOU. Auch nach der Reaktivierung des Formats zog Rap am Mittwoch wieder zahlreiche namhafte Rapper aus ganz Deutschland an. Davon traten Kool Savas, Alpa Gun, Laas Unltd. und Morlockk Dilemma im Rahmen eines Exclusives auf der Bühne auf. MC Bogy trat auch aktiv in einem Freestylebattle an, musste sich allerdings dem Rapper Atzenkalle geschlagen geben.
Seit der sechsten Saison war für die Show Cihan Bilgin als Regisseur tätig.
Am 5. Mai 2018 fand die letzte Rap-Am-Mittwoch-Veranstaltung statt. Der jüdische Gründer Ben Salomo wollte sich aufgrund antisemitischer Entwicklungen aus dem Rapgeschäft zurückziehen und hat somit auch Rap am Mittwoch beendet. Auf dem YouTube-Kanal werden weitere Projekte im Bereich Battlerap stattfinden.

## Weitere Entwicklungen
Anfang August 2015 äußerte sich Kool Savas im Interview mit Visa Vie überwiegend negativ über die Entwicklung der Veranstaltung. So hätte sich das allgemeine Rap-Niveau seit dem Battle von Laas Unltd. nicht mehr gesteigert. Besonders störe ihn jedoch der respektlose Umgang mit den Ereignissen um Ex-Teilnehmer Percee.
Jener hatte nach der Trennung von seiner Freundin selbige niedergestochen und anschließend Suizid begangen. Die Ereignisse wurden daraufhin von einigen Teilnehmern zwecks Provokation und Aufmerksamkeit beim Publikum geschmacklos in Punchlines umgesetzt. Hier hätte Savas Veranstalter Ben Salomo in der Pflicht gesehen, Derartiges zu verhindern. Er gab des Weiteren an, seitdem die Veranstaltung nicht mehr besucht zu haben und dies auch beibehalten zu wollen.
Zuvor war es im Rahmen einer gemeinsamen Veranstaltung mit dem ähnlichen Format „Don't Let The Label Label You“ (DLTLLY) auf der 1. Berliner „HiphopCon“ bereits zum Eklat gekommen, als der Rapper P-Zak, neben dem anwesenden Rapper Gregpipe, einen Großteil der sich auf der Bühne befindenden Personen beleidigte und anschließend vorgab, eine Schweigeminute für Percee abhalten zu wollen, nachdem er während des Battles wiederholt „Percee-Lines“ gebracht hatte. Nachdem er das buhende Publikum als „Hurensöhne“ beleidigte, warf der Rapper Gregpipe eine Dose, die Veranstaltung wurde daraufhin kurz unterbrochen, jedoch  planmäßig zu Ende gebracht.
Am 19. April 2018 gab Veranstalter Ben Salomo das Ende von Rap am Mittwoch in der bisherigen Form bekannt. Er habe „eine große Menge an realem Antisemitismus, Rassismus, Homophobie und Frauenverachtung“ beobachtet und erfahren. Die Szene müsse nun überlegen wie dies mit „Hip-Hop-Werten wie Toleranz und Respekt“ vereinbar sei. Da er persönlich massiv bedroht worden sei, wolle er nicht an der Abschlussveranstaltung teilnehmen. Mittlerweile geht die nachfolgende Veranstaltung TopTierTakeover, veranstaltet von Tierstar, auf Tour.

## Ablauf
Die Veranstaltung setzte sich aus vier Teilen zusammen:
- Die Cypher
- Die Battlemania
- Die Battlemania Champions League (BMCL)
- Die Afterparty

### Cypher
Die Cypher war vergleichbar mit einer Open Mic-Veranstaltung. Jede Person aus dem Publikum durfte nach dem Mikrofon verlangen und dann auf zufällig ausgewählten Beats des DJs (zumeist DJ Pete) rappen. Die Cypher diente dazu, Erfahrungen zu sammeln und Freestyles oder eigene Texte dem Publikum zu präsentieren sowie als Casting für das im Anschluss folgende Battle.

### Battlemania
Das Battle glich einem verbalen Schlagabtausch, bei dem zwei Kontrahenten im Wettstreit durch das Dissen eines fiktiven oder realen Gegners und die übersteigerte positive Darstellung der eigenen Person das Publikum für sich gewinnen wollten. Maßgeblich waren hierbei die sogenannten Punchlines, die Konter ebendieser, die Technik und die Bühnenpräsenz. Bei Rap am Mittwoch gliederte sich das Battle zwischen insgesamt acht Teilnehmern in vier Runden:
- Vorrunde
- Halbfinale
- Finale
- Kingfinale (bis zur 3. Staffel)
- BMCL – Battlemania Championsleague (ab der 4. Staffel bis zur letzten Staffel)

In der Vorrunde traten die jeweils ausgelosten Paarungen in der Kategorie Freestyle auf den Beat gegeneinander an. Dabei dürfen keine vorgeschriebenen Texte verwendet werden. Der Rapper sollte seinen Gegner durch spontane Reime mit Gegnerbezug (auch Punchlines genannt, vergleichbar mit der Pointe) attackieren.
Das Halbfinale begann ebenfalls mit Freestyle auf den Beat, in der zweiten Runde duellierten sich die Rapper mit vorgeschriebenen Texten auf einen Beat, Freestyle war hier nicht erlaubt. Bei einem Unentschieden nach diesen zwei Runden kam es zu einer A cappella-Runde, dort konnten die Rapper sowohl vorgeschriebene Texte, als auch Freestyle vortragen. Das ganze fand a cappella ohne musikalische Untermalung statt. Das A cappella gilt als Königsklasse des Battles.
Das Finale bestand aus zwei A cappella-Runden pro MC, bei einem Unentschieden bei der Abstimmung am Ende kam es zu einem Freestyle-Schlagabtausch.
Im Kingfinale, das ab der vierten Staffel durch die Battlemania Champions League ersetzt wurde, trat der Champion der aktuellen Ausgabe gegen den King der letzten Ausgabe an. Entschieden wurde nur durch A cappella. Dasselbe Konzept, das über drei Runden ausgetragen wird, wurde für die Battlemania Championsleague (BMCL) übernommen. Hier waren die Begegnungen aber schon vorher bekannt, damit die MCs sich nur auf ihren Kontrahenten vorbereiten können, um unter anderem mehr gegnerbezogene Punchlines in die Runde einbauen konnten.
Der Gewinner jeder Runde wurde durch das Publikum ermittelt, welches mit Handzeichen und Lautstärke seine Begeisterung ausdrücken durfte, wobei jedoch nur die erhobenen Hände berücksichtigt wurden.
Die Begeisterung für den Rapper wurde vom Moderator in Absprache mit dem RaM-Team möglichst objektiv ausgewertet, welcher daraufhin den Sieger ernannte. Lediglich bei der BMCL entschied eine Jury aus drei Leuten des RaM-Umfelds.

### Afterparty
Die Afterparty bildete den Ausklang der eigentlichen Veranstaltung und wurde nicht mehr gefilmt.

## Gesamtergebnisse der Staffeln
| MC            | Champ | King |
| ------------- | ----- | ---- |
| Tierstar      | 6     | 5    |
| Gier          | 3     | 5    |
| P-Zak         | 3     | 1    |
| Noize         | 3     | 1    |
| Pirate        | 1     | 1    |
| Liquit Walker | 2     | 0    |
| Atzenkalle    | 1     | 0    |
| Drob Dynamic  | 1     | 0    |
| Furious       | 1     | 0    |
| Juse Ju       | 1     | 0    |
| Scar          | 1     | 0    |

| MC            | Champ | King |
| ------------- | ----- | ---- |
| Main Moe      | 3     | 5    |
| Fatcap        | 3     | 4    |
| Atzenkalle    | 3     | 3    |
| Tightammic    | 2     | 2    |
| Gier          | 1     | 2    |
| P-Zak         | 3     | 1    |
| Nestor        | 1     | 1    |
| Presto        | 1     | 1    |
| Papi Schlauch | 1     | 0    |
| Tierstar      | 1     | 0    |

| MC            | Champ | King |
| ------------- | ----- | ---- |
| P-Zak         | 3     | 3    |
| Drob Dynamic  | 1     | 3    |
| Karate Andi   | 2     | 2    |
| Gier          | 1     | 2    |
| Papi Schlauch | 1     | 2    |
| Main Moe      | 2     | 1    |
| Der Fischer   | 1     | 1    |
| Le Nerd       | 1     | 1    |
| Mave          | 1     | 1    |
| Percee        | 1     | 1    |
| Tierstar      | 1     | 1    |
| Fatcap        | 1     | 0    |
| RV            | 1     | 0    |
| Tightammic    | 1     | 0    |

| MC            | Finals | Champ |
| ------------- | ------ | ----- |
| Bong Teggy    | 4      | 4     |
| Fresh Polakke | 4      | 3     |
| Gozpel        | 4      | 2     |
| Ssynic        | 4      | 2     |
| Roni 87       | 3      | 1     |
| Percee        | 2      | 1     |
| Ahes          | 2      | 1     |
| RV            | 1      | 1     |
| Le Nerd       | 1      | 1     |
| Mighty P      | 1      | 1     |
| Main Moe      | 2      | 0     |
| Besser        | 2      | 0     |
| Mc Maik       | 1      | 0     |
| Papi Schlauch | 1      | 0     |
| Mave          | 1      | 0     |
| Amek          | 1      | 0     |

| MC            | Finals | Champ |
| ------------- | ------ | ----- |
| Buy Some      | 4      | 3     |
| Bong Teggy    | 5      | 2     |
| Notyzze       | 3      | 2     |
| Mighty P      | 4      | 1     |
| Kevin MC      | 2      | 1     |
| Ssynic        | 2      | 1     |
| Davie Jones   | 2      | 1     |
| Mikz          | 1      | 1     |
| Fresh Polakke | 1      | 1     |
| Cashisclay    | 1      | 1     |
| Gammar        | 1      | 1     |
| Muro          | 1      | 1     |
| Capital       | 1      | 1     |
| Ali Affront   | 1      | 1     |
| Zehir Z       | 1      | 1     |
| Fourseven     | 1      | 0     |
| G-Rome        | 1      | 0     |
| Roni87        | 1      | 0     |
| Presto        | 1      | 0     |
| Master Marv   | 1      | 0     |
| Makksi        | 1      | 0     |

| MC            | Champ | King |
| ------------- | ----- | ---- |
| Gier          | 5     | 9    |
| Tierstar      | 8     | 6    |
| Main Moe      | 5     | 6    |
| P-Zak         | 9     | 5    |
| Fatcap        | 4     | 4    |
| Atzenkalle    | 4     | 3    |
| Drob Dynamic  | 2     | 3    |
| Tightammic    | 3     | 2    |
| Karate Andi   | 2     | 2    |
| Papi Schlauch | 2     | 2    |
| Noize         | 3     | 1    |
| Le Nerd       | 2 (1) | 1    |
| Percee        | 2 (1) | 1    |
| Mave          | 1     | 1    |
| Nestor        | 1     | 1    |
| Der Fischer   | 1     | 1    |
| Pirate        | 1     | 1    |
| Presto        | 1     | 1    |
| Bong Teggy    | 6 (6) | 0    |
| Ssynic        | 3 (3) | 0    |
| Fresh Polakke | 4 (4) | 0    |
| Buy Some      | 3 (3) | 0    |
| Notyzze       | 2 (2) | 0    |
| Liquit Walker | 2     | 0    |
| RV            | 2 (1) | 0    |
| Gozpel        | 2 (2) | 0    |
| Mighty P      | 2 (2) | 0    |
| Juse Ju       | 1     | 0    |
| Furious       | 1     | 0    |
| Scar          | 1     | 0    |
| Kevin MC      | 1 (1) | 0    |
| Roni 87       | 1 (1) | 0    |
| Ahes          | 1 (1) | 0    |
| Davie Jones   | 1 (1) | 0    |
| Mikz          | 1 (1) | 0    |
| Cashisclay    | 1 (1) | 0    |
| Gammar        | 1 (1) | 0    |
| Muro          | 1 (1) | 0    |
| Capital       | 1 (1) | 0    |
| Ali Affront   | 1 (1) | 0    |
| Zehir Z       | 1 (1) | 0    |

In Klammern war die Anzahl der Champ Titel ab der vierten Saison angegeben, da es seit der vierten Saison nicht mehr den King-Titel gab.

### Begegnungen der BMCL
- 19. September 2013: P-Zak vs. Battleboi Basti – 0:3
- 2. Oktober 2013: Koozy vs. Fatcap – 2:1
- 16. Oktober 2013: Drob Dynamic vs. Laas Unltd. – 0:3
- 6. November 2013: Takt32 vs. Separate – 2:1
- 20. November 2013: Amah vs. Mighty P. – 0:3
- 4. Dezember 2013: Gregpipe vs. Tierstar – unjudged
- 18. Dezember 2013: P-Zak vs. Iron Basic – 2:1
- 15. Januar 2014: Le Nerd vs. Fresh Polakke – 0:3
- 5. Februar 2014: Koozy vs. Mighty Mo – 0:3
- 19. Februar 2014: Brian Damage vs. Drob Dynamic – 3:0
- 5. März 2014: RV vs. Mighty P. - unjudged
- 19. März 2014: Merlin vs. MC Mirror – unjudged
- 2. April 2014: Roni 87 vs. Kex Kuhl – unjudged
- 16. April 2014: Pille vs. Gozpel – 0:3
- 7. Mai 2014: Ssynic vs. Jack Dragon – 3:0
- 21. Mai 2014: P-Zak vs. Dekzter Fro – unjudged
- 4. Juni 2014: Mighty Mo vs. Fresh Polakke – unjudged
- 13. Juni 2014: Merlin vs. Roni 87 – 2:1
- 3. September 2014: Ssynic vs. Bong Teggy – 2:1
- 17. September 2014: Gregpipe vs. Damion Davis – unjudged
- 1. Oktober 2014: 4Tune vs. Merlin – 0:3
- 15. Oktober 2014: RV vs. Jack Dragon – 2:1
- 5. November 2014: Besser vs. MC Maik – 3:0
- 19. November 2014: Pille vs. Tobi Nice – 0:3
- 3. Dezember 2014: Merlin vs. Ssynic – 1:2
- 17. Dezember 2014: Bong Teggy vs. Mighty Mo – 1:2
- 7. Januar 2015: MC Maik vs. Roni 87 – 3:0
- 21. Januar 2015: Rapsta vs. Fresh Polakke – unjudged
- 4. Februar 2015: BDad vs. Tobi Nice – 1:2
- 18. Februar 2015: Besser vs. Mars B – 3:0
- 4. März 2015: P-Zak vs. Fresh Polakke – unjudged
- 18. März 2015: Merlin vs. Davie Jones – 1:2
- 1. April 2015: Doktor Dave vs. Drob Dynamic – 0:3
- 15. April 2015: Ssynic vs. Cashisclay – 3:0
- 6. Mai 2015: Tierstar vs. Dizaster – unjudged
- 20. Mai 2015: Petschino vs. Mighty Mo – 2:1
- 3. Juni 2015: Gozpel vs. Battleboi Basti – 2:1
- 2. September 2015: Davie Jones vs. Z – 1:2
- 25. September 2015: Notyzze  vs. Ali Affront – 2:1
- 16. Oktober 2015: Mighty P. vs Nedal Nib - 2:1
- 30. Oktober 2015: BDad vs Merlin – Bewertung der Juroren abgebrochen
- 13. November 2015: Mikz vs MC Maik – 2:1
- 28. November 2015: Amah vs McTwist – 0:3
- 11. Dezember 2015: RV vs Tobi Nice – 3:0
- 25. Dezember 2015: Lyrico vs Davie Jones – 0:3
- 15. Januar 2016: Ssynic vs Bong Teggy (Rematch) – 3:0
- 29. Januar 2016: Buy Some vs Georg Midas – 3:0
- 12. Februar 2016 MC Maik vs Fresh Polakke – 0:3
- 26. Februar 2016: Duff vs Le Nerd – unjudged
- 11. März 2016: Gugo vs Yarambo – 1:2
- 20. April 2016: Notyzze vs Buy Some – 1:2
- 18. Mai 2016:  Yarambo vs Barracuda – 3:0
- 1. Juni 2016: Gugo vs Finch Asozial - 0:3
- 21. September 2016: Jizi vs Jey Jey Glünderling - 0:3

## Rap am Mittwoch Awards
Seit der ersten Staffel wurden beim Staffelfinale jeweils Auszeichnungen in verschiedenen Kategorien verliehen. Tierstar konnte mit fünf Awards die meisten gewinnen.
Erste Staffel
- Award für Treue und Realness: Locke der Bozz
- Bester Crowdrocker: Pretty Paine, Noize
- Bester Newcomer: P-Zak
- Beste Battlebegegnung: Gier vs Tierstar
- Beste Punchlines: Tierstar
- Ehrenpreis: Ben Salomo

Zweite Staffel
- Bester Newcomer: Fatcap
- Bestes Producer Feature: Deadeye
- Bester Crowdrocker: Gigoflow
- Beste schauspielerische Darbietung: Mike Adler als Mike Kinski
- Award für Treue und Realness: MC Bogy
- Beste Battlebegegnung: Main Moe vs Atzenkalle
- Beste Punchlines: Atzenkalle
- Rekord King: Main Moe

Dritte Staffel
- Bestes Producer Feature: Dieser Morten
- Award für Treue und Realness: Visa Vie
- Bester Newcomer: Karate Andi
- Bester Crowdrocker: Simdal
- Bester Punchliner: P-Zak
- Beste Battlebegegnung: Tierstar vs P-Zak
- Rekord King: P-Zak

Vierte Staffel
- Bestes Producer Feature: Figub Brazlevič
- Bester Newcomer: Gozpel
- Bester Crowdrocker: Jolez Bo
- Beste Battlemania Begegnung: Ssynic vs Fresh Polakke
- Award für Treue und Realness: Chefket
- Bester Punchliner: Fresh Polakke
- Beste BMCL Begegnung: Tierstar vs Gregpipe
- BMCL Unltd. Award: Laas Unltd.
- Rekord Champion: Bong Teggy

Fünfte Staffel
- Bestes Producer Feature: DJ Pete
- Bester Crowdrocker: Damion Davis
- Award für Treue und Realness: Mighty P
- Beste Battlemania Begegnung: Bong Teggy vs Ssynic
- Bester Newcomer: Capital
- Bester Punchliner: Ssynic
- Beste BMCL Begegnung: Ssynic vs Bong Teggy
- BMCL Unltd. Award: Tierstar
- Rekord Champion: Buy Some

 Sechste Staffel 
- Bestes Producer Feature: Frank Freitag
- Bester Crowdrocker: Drob Dynamic
- Award für Treue und Realness: Drob Dynamic und Gier
- Beste Battlemania Begegnung: Jizi vs Jey Jey Glünderling
- Bester Newcomer: Finch
- Bester Punchliner: Ssynic
- Beste BMCL Begegnung: Ssynic vs Bong Teggy
- BMCL Unltd Award: Ssynic
- Rekord Champion: Vyrus

## Medien
Seit dem 8. Mai 2010 besitzt TopTierTakeover (damals rapammittwochTV) den YouTube-Kanal Toptier Takeover, mit derzeit (Stand: Juni 2022) über 575.000 Abonnenten und mehr als 224 Mio. Aufrufen. Von Januar 2011 bis Juni 2013 bestand zudem eine Kooperation mit dem YouTube-Kanal AggroTV des Berliner Hip-Hop-Labels Aggro Berlin. Seit September 2013 besteht eine Netzwerkkooperation mit Hometown Networks, einem Unternetzwerk von Mediakraft Networks.
Neben der Cypher und den Battles, veröffentlichte RapAmMittwochTV regelmäßig Video-TV-Premieren verschiedener Künstler, Producer- sowie Artistfeatures, und Formate wie „One Mic“, „Im Talk mit“ oder „TapeDeck Classics“.

## Trivia
- Der Rapper Liquit Walker wurde u. a. aufgrund seiner Auftritte bei Rap am Mittwoch für den Spielfilm Blutzbrüdaz besetzt.[20]
- Das Halt-die-Fresse-Video des Rappers Tierstar wurde im Rahmen einer Rap-am-Mittwoch-Veranstaltung gedreht.
- Der Schauspieler und Rapper Mike Adler spielt in den Videos von Rap am Mittwoch die Rolle des fiktiven Musikmanagers Mike Kinski. Er beendete dabei in der Anfangszeit jede Folge mit der Aussage 'Deutschrap ist scheiße, aber hier wird er von Tag zu Tag besser!'. Mittlerweile wurde die Aussage auf 'Deutschrap ist schon besser geworden, aber es reicht uns noch nicht!' angepasst, und wird auch von Ben Salomo und Mike Fiction vorgetragen.
- Die Rap-am-Mittwoch-Titelhymne „Rap am Mittwoch, kommt alle mit doch, wenn ihr nichts mit Hip-Hop am Hut habt, müsst ihr gehen!“ stammt aus der Gründerzeit, aus einem Freestyle von Sido.
- In der DVD-Dokumentation „In the Spot Berlin“ von One Million Berlin hat Rap am Mittwoch ein eigenes Kapitel.
- Rap am Mittwoch ist vergleichbar mit internationalen Formaten. Die bekanntesten sind King of the Dot in Kanada, Don't Flop in Großbritannien, FlipTop auf den Philippinen, die Ultimate Rap League oder Grind Time in den Vereinigten Staaten, Rap Contenders in Frankreich und Versus Battle in Russland.
- Vom 27. Dezember 2012 bis zum 6. Januar 2013 war Rap am Mittwoch bei insgesamt neun Auftritten als Begleit-Act der Warum-rappst-du?-Tour von Kool Savas dabei.[21]
- Bei der Show am 6. Februar 2013 kam es aus Sicht des Rap-am-Mittwoch-Teams zum Eklat, da Mike Fiction und Ben Salomo das vorgezogene Kingfinale (der amtierende King Gier war verhindert) nicht für „kingfinalwürdig“ hielten. Die Fangemeinde warf hingegen Ben Salomo und Mike Fiction vor, dass sie die beiden Finalisten Mave und A-Jay nicht mit Respekt behandelt hätten. Bei der nächsten Ausgabe am 20. Februar entschuldigten sich Ben Salomo und Mike Fiction vor der Cypher und verkündeten gleichzeitig einige Regelzusätze, die Kontroversen wie bei der vorangegangenen Show zukünftig vermeiden sollten. So wird nun bei vorgezogenen Kingfinalen nur noch der Champion und nicht der King ermittelt, sofern das RaM-Team – in Absprache mit dem Publikum – der Meinung ist, dass das Battle nicht auf „King-Niveau“ ausgetragen wurde. Außerdem wurde ein Gremium, das aus drei Personen – einem Rap-am-Mittwoch-Team-Mitglied, einem regelmäßig auftretenden MC und einem weiteren zufälligen Mitglied – besteht, gegründet. Dieses kann mithilfe mehrerer Vetos, die vom sogenannten Gremium jeweils einstimmig zu beschließen sind, den Zuschauern die Entscheidungsgewalt entziehen: Bei zwei Vetos entscheiden die Rap-am-Mittwoch-VIPs, bei drei Vetos entscheidet das gebildete Gremium alleinig. Das Gremium soll damit eingreifen können, wenn das Publikum nach stark subjektiven Kriterien beurteilt, da dies dem Wettbewerbscharakter eines Battles widerspricht.